# Aiko
Айко (англ. Aiko) — робот-гиноид. Aiko была создана канадским робототехником-любителем по имени Чунг Ле. Вес 30 кг, рост 151 см (данные по ранней версии Aiko).

## История создания
Чунг начал разработку Aiko летом 2007 года в своём подвале, и спустя 3 месяца Айко версии 1 была завершена. Проект обошёлся ему в 25 тысяч долларов.

## Особенности
Она умеет разговаривать, читать текст, распознавать предметы и цвета, решать математические задачи, реагировать на внешние раздражители. Поначалу Айко не умела ходить, однако автор заявляет, что практически решил этот вопрос. «Кожа» Айко состоит из мягкого силикона. Она способна «чувствовать боль».
Проект Aiko стартовал летом 2007 года и постоянно развивается. Вот что говорит про неё сам создатель:

Айко — это первый андроид, который может реагировать на физические раздражители и имитировать боль. Эта технология может быть применена к людям, конечности которых отсутствовали при рождении или подверглись ампутации. Айко является первым шагом на пути к цели, когда механические конечности (протезы) будут обладать способностью чувствовать физические ощущения.

## Цель создания
Главной целью создания проекта Aiko, как заявляет сам разработчик, является помощь и уход за стариками и больными людьми, а также работа в офисе, уход за домом и развлечение детей.

## Речь и голос Aiko
В данный момент Айко знает два языка — японский и английский. В недалёком будущем, как заявляет Trung Le, он обучит её и другим языкам.
У первой модели Aiko был грубый и очень не похожий на человеческий голос. Однако ситуация улучшилась — голос стал больше похож на мягкий голос девушки, в большей степени благодаря уникальному органу — в точности скопированному с оригинала человеческому языку. Следующим этапом развития голоса станет голос, неотличимый от человеческого.

## Aiko v2
Проект по созданию Айко версии 2 официально начался 1 мая 2009 года. Это долгий проект по созданию ещё более продвинутой Aiko. Вес новой Aiko составляет около 50 кг, рост 162 см.
Основными задачами проекта, по заявлению Чунга, является:
- научить Айко нормально ходить;
- обучить различным языкам;
- улучшить распознавание различных сложных предметов;
- обновить электронные схемы и приводы Айко на более новые и совершенные;
- улучшить координацию движений;
- усовершенствовать распознавание живых объектов от не живых;
- значительно пополнить словарный запас;
- косметические изменения — новый язык (орган), который по своему виду и свойствам похож на человеческий.